# بریره، ماگوئیندانائو
بریره، ماگوئیندانائو (به لاتین: Barira, Maguindanao) یک منطقهٔ مسکونی در فیلیپین است که در ماگوئیندانائو واقع شده‌است.

## خصوصیات
بریره ۳۹۲٫۶۱ کیلومترمربع مساحت دارد.